# Liste der Bodendenkmäler in Graben (Lechfeld)
Auf dieser Seite sind die Bodendenkmäler in der schwäbischen Gemeinde Graben zusammengestellt. Diese Tabelle ist eine Teilliste der Liste der Bodendenkmäler in Bayern. Grundlage ist die Bayerische Denkmalliste, die auf Basis des Bayerischen Denkmalschutzgesetzes vom 1. Oktober 1973 erstmals erstellt wurde und seither durch das Bayerische Landesamt für Denkmalpflege geführt wird. Die folgenden Angaben ersetzen nicht die rechtsverbindliche Auskunft der Denkmalschutzbehörde.

## Bodendenkmäler in Graben
| Lage       | Objekt                                                                                    | Akten-Nr.     | Bild |
| ---------- | ----------------------------------------------------------------------------------------- | ------------- | ---- |
| (Standort) | Siedlung vorgeschichtlicher Zeitstellung.                                                 | D-7-7730-0097 |      |
| (Standort) | Straßentrasse vor- und frühgeschichtlicher Zeitstellung.                                  | D-7-7730-0216 |      |
| (Standort) | Siedlung vorgeschichtlicher Zeitstellung.                                                 | D-7-7731-0081 |      |
| (Standort) | Grabenwerk vor- und frühgeschichtlicher oder mittelalterlicher Zeitstellung.              | D-7-7731-0087 |      |
| (Standort) | Siedlung vorgeschichtlicher Zeitstellung.                                                 | D-7-7731-0287 |      |
| (Standort) | Straße der römischen Kaiserzeit.                                                          | D-7-7830-0010 |      |
| (Standort) | Siedlung vorgeschichtlicher Zeitstellung.                                                 | D-7-7830-0069 |      |
| (Standort) | Siedlung vorgeschichtlicher Zeitstellung.                                                 | D-7-7830-0071 |      |
| (Standort) | Siedlung der Bronze- und Eisenzeit sowie des Mittelalters, Gräber vorgeschichtlicher Zeit | D-7-7830-0072 |      |
| (Standort) | Grabhügel vorgeschichtlicher Zeitstellung und Burgstall des Mittelalters.                 | D-7-7830-0074 |      |
| (Standort) | Siedlung der römischen Kaiserzeit.                                                        | D-7-7830-0077 |      |
| (Standort) | Siedlung der römischen Kaiserzeit.                                                        | D-7-7830-0134 |      |
| (Standort) | Straße der römischen Kaiserzeit.                                                          | D-7-7830-0144 |      |
| (Standort) | Bestattungen vorgeschichtlicher Zeitstellung.                                             | D-7-7830-0159 |      |
| (Standort) | Mittelalterliche und frühneuzeitliche Befunde im Bereich der Kath. Pfarrkirche St. Ulrich | D-7-7830-0177 |      |
| (Standort) | Siedlung vor- und frühgeschichtlicher oder mittelalterlicher Zeitstellung.                | D-7-7830-0193 |      |
| (Standort) | Körpergräber der frühen Bronzezeit.                                                       | D-7-7831-0003 |      |
| (Standort) | Körpergräber des frühen Mittelalters.                                                     | D-7-7831-0004 |      |
| (Standort) | Grabhügel der Hallstattzeit.                                                              | D-7-7831-0005 |      |
| (Standort) | Grabhügel der Hallstattzeit.                                                              | D-7-7831-0015 |      |